# Matz Nilsson
Matz Nilsson, född 20 april 1955, är en svensk basist. 
Nilsson är kapellmästare i och en av grundarna av Hawk On Flight. Han har bland annat spelat med Soffgruppen, Don Cherry, Mount Everest, Jörgen Mörnbäck, Ewan Svensson Quartet och Janne Schaffer. Han har genom åren medverkat i revyer med många olika artister som till exempel Kent Andersson, Claes Eriksson, Claes Malmberg. 